# Piotr, Franciszek i Antoni Domańscy
Piotr, Franciszek i Antoni Domańscy – polska rodzina rolnicza, zamordowana za pomoc okazaną Żydom podczas okupacji niemieckiej. Uhonorowana przez minister kultury, dziedzictwa narodowego i sportu Magdalenę Gawin w ramach projektu Instytutu Pileckiego Zawołani po imieniu.

## Historia rodziny Domańskich
Piotr Domański mieszkał z żoną Marianną z domu Ługowską i synami, Franciszkiem i Antonim, w Rzążewie w okolicach Zbuczyna. Marianna zmarła przed rozpoczęciach działań wojennych. Mężczyźni wspólnie zajmowali się gospodarstwem rolnym, z którego się utrzymywali. Pod koniec sierpnia 1942 r. Domańscy postanowili udzielić schronienia uciekinierom z likwidowanych wówczas gett w Łosicach, Mordach i Siedlcach. Piotr, Franciszek i Antoni wspólnie ze zbiegami zbudowali w jednej ze swoich stodół na kolonii wsi Wielgorz podziemną kryjówkę, gdzie schronili się prześladowani. Nocą Domańscy dostarczali uciekinierom prowiant. W podzięce za otrzymaną pomoc Żydzi pomagali im w pracach gospodarczych, jednak mimo zachowania ostrożności, zostali zauważeni i wzbudzili zainteresowanie niemieckiej żandarmerii. 8 kwietnia 1943 r. żandarmi wkroczyli na posesję Domańskich oskarżając ich o udzielenie pomocy Żydom, do czego mężczyźni się nie przyznali. Zostali poddani torturom i przetransportowani do pobliskiego lasu w Radzikowie-Stopkach, gdzie zostali zastrzeleni. Piotr, Franciszek i Antoni Domańscy zostali pochowani na cmentarzu w Zbuczynie. Liczba ratowanych Żydów i ich losy nie są znane.

## Upamiętnienie
28 maja 2021 r. w Rzążewie miało miejsce odsłonięcie przez min. Magdalenę Gawin tablicy upamiętniającej Piotra, Franciszka i Antoniego Domańskich. Wydarzenie było zorganizowane w ramach projektu Zawołani po imieniu przez Instytut Pileckiego wspólnie z Ministerstwem Kultury, Dziedzictwa Narodowego i Sportu oraz lokalnymi samorządami.